# 분노의 폭발
《분노의 폭발》(Blown Away)은 미국에서 제작된 스티븐 홉킨스 감독의 1994년 액션, 스릴러 영화이다. 제프 브리지스 등이 주연으로 출연하였고 존 왓슨 등이 제작에 참여하였다.

## 출연

### 주연
- 제프 브리지스
- 토미 리 존스

### 조연
- 로이드 브리지스
- 포레스트 휘태커
- 수지 에이미스

## 기타
- 공동제작: 딘 오브라이언
- 협력프로듀서: 제이 로치
- 협력프로듀서: 존 라이스
- 협력프로듀서: 조 배티어
- 미술: 존 그레이스마크
- 세트: 페그 커밍스
- 의상: 조 I. 톰킨스
- 배역: 앨리슨 코윗
- 배역: 마이크 펜튼

## 한국어 더빙 성우진(MBC)
- 김관철 - 지미 (제프 브리지스)
- 김기현 - 게리티 (토미 리 존스)
- 김용식
- 이명숙
- 이성
- 안장혁
- 박지훈
- 엄태국
- 최석필
- 김용준
- 오주연
- 이상범
- 최수진
- 김서영
- 배정민
- 최한
- 표영재